# L'assassino è in casa
L'assassino è in casa (Slightly Honorable) è un film del 1939 diretto da Tay Garnett.
È un film giallo statunitense con Pat O'Brien, Edward Arnold e Broderick Crawford. È basato sul romanzo del 1939  Send Another Coffin di Frank G. Presnell.

## Trama
Appalti truccati per la costruzione di autostrade (che risultano in tal modo – data la scarsa qualità dei materiali e delle tecniche utilizzati - pericolose) in uno stato degli U.S.A. vengono manovrati da una cricca di notabili, comprendente fra gli altri il locale District Attorney e Vincent Cushing, editore di un noto giornale. Avversi a questo caso di corruzione politica sono l'avvocato John Webb e il suo aiutante Russ Sampson, che lavorano affinché il senatore Scott presenti la questione presso le adeguate sedi governative.
Ad aumentare il contrasto fra Webb e Cushing contribuisce il fatto che quest'ultimo ha una relazione amorosa con Alma Brehmer, ex-fidanzata di Webb, per la quale l'avvocato nutre evidentemente ancora del sentimento, (nonostante il suo recente incontro – passibile di sviluppi erotici - con la giovane Ann Seymour, cantante di varietà). Un giorno, un lungo coltello – proveniente da non si sa dove - si conficca in una parete dello studio di Webb, e attorno alla sua lama un foglio di carta reca un avvertimento misterioso quanto minaccioso. Lo stesso coltello viene trovato, tempo dopo, nella schiena di Alma Brehmer, assassinata.
Webb aveva scoperto il cadavere, ed inizialmente i sospetti si indirizzano verso di lui, mentre egli dal canto suo tende a sospettare di Cushing, ritenendo che Alma lo stesse ricattando per l'omicidio – compiuto qualche anno prima da ignoti – del padre della donna, autore del quale Webb crede essere stato Cushing.
Negli sviluppi della vicenda il coltello muta repentinamente ed inspiegabilmente di luogo, e finisce anche coll'uccidere Ater, la segretaria di Webb. Alla fine si scopre chi è l'autore degli omicidi, in una storia che non ha nulla a che fare con gli appalti truccati.

## Produzione
Il film, diretto da Tay Garnett su una sceneggiatura di Ken Englund, John Hunter Lay e Robert Tallman e un soggetto di F.G. Presnell (autore del romanzo), fu prodotto dallo stesso Garnett per la Walter Wanger Productions. Il titolo di lavorazione fu  Send in Another Coffin.

## Distribuzione
Il film fu distribuito con il titolo Slightly Honorable negli Stati Uniti dal 22 dicembre 1939 al cinema dalla United Artists.
Altre distribuzioni:
- in Australia l'8 aprile 1940
- in Portogallo il 19 aprile 1941 (Não Matarás)
- in Danimarca il 17 settembre 1945 (De gådefulde mord)
- in Francia il 13 giugno 1952 (Le poignard mystérieux)
- in Italia (L'assassino è in casa)
- in Belgio (De weinig achtbare Mr. e Le peu honorable Mr.)
- in Brasile (As Mulheres Sabem Demais)
- in Spagna (Con su misma arma)
- in Finlandia (Jokseenkin kunniallinen e Kunnialliset konnat)
- in Ungheria (Tisztátalan tisztesség)

## Critica
Secondo il Morandini il film è "decoroso, vigoroso ma indeciso tra l'azione e la critica sociale".

## Promozione
Le tagline sono:
- It's Gay! It's Goose-pimply! It's grand! It's ga-ga!
- YOU'VE NEVER MET SUCH PEOPLE!